# Diisopropylsulfat
Diisopropylsulfat ist eine chemische Verbindung aus der Gruppe der Schwefelsäureester.

## Gewinnung und Darstellung
Diisopropylsulfat kann durch Reaktion von Propylen mit Schwefelsäure oder durch Reaktion von Natriumisopropylat und Sulfurylchlorid gewonnen werden. Die Verbindung ist unbeständig in Gegenwart geringer Spuren von Mineralsäuren. In reinem Zustand ist es beständig und kann unter vermindertem Druck ohne merkliche Zersetzung quantitativ destilliert werden.

## Eigenschaften
Diisopropylsulfat ist eine farblose bis gelbliche klare Flüssigkeit mit scharfem Geruch, die wenig löslich in Wasser ist. Die Verbindung ist instabil und zersetzt sich bei Raumtemperatur rasch unter Bildung farbiger Spezies, gefolgt von einer Phasentrennung, die zur Bildung von Oligomeren führt. Es hydrolysiert beim Erhitzen zum Monoisopropylsulfat.

## Verwendung
Diisopropylsulfat ist ein Zwischenprodukt im indirekten Hydratationsverfahren zur Herstellung von Isopropanol aus Propylen. Es hat keine andere bekannte industrielle Verwendung.

## Regulierung
Über den Safe Drinking Water and Toxic Enforcement Act of 1986 besteht in Kalifornien seit dem 1. April 1993 eine Kennzeichnungspflicht für Produkte, die Diisopropylsulfat enthalten.